# Bulharská řeckokatolická církev

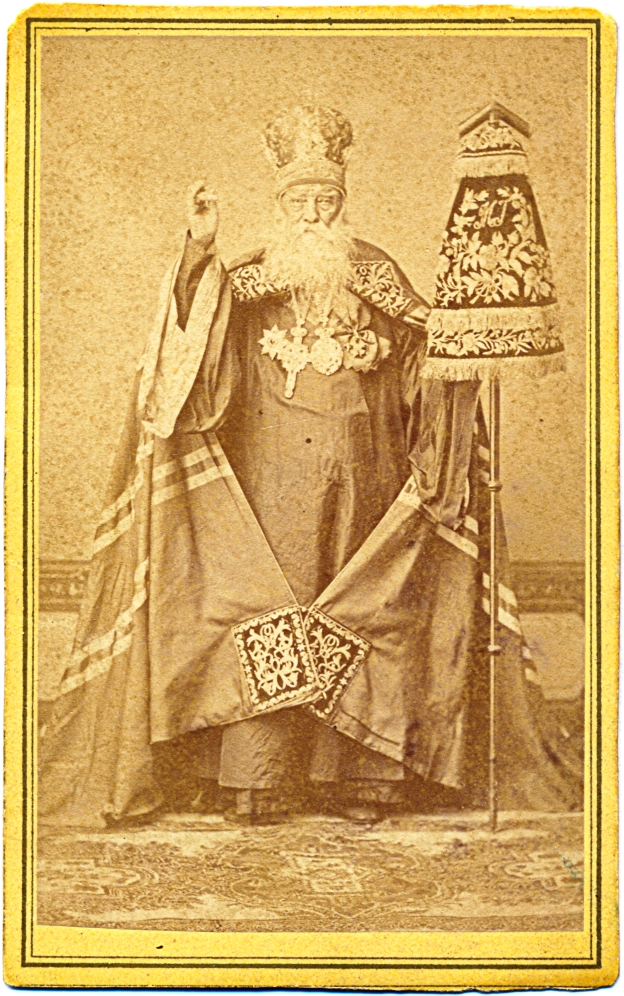
Archimandrita Josif Sokolski byl prvním vysokým představitelem bulharské pravoslavné církve, který konvertoval ke katolicismu. Snímek z roku 1872.

Bulharská řeckokatolická církev patří mezi východní katolické církve užívající byzantský ritus. Jejím liturgickým jazykem je církevní slovanština.

## Historie
Vznikla v roce 1861 v souvislosti s postupnou helenizací pravoslavných Bulharů žijících v Osmanské říši, jimž zprvu nebylo umožněno vytvořit si vlastní církevní hierarchii nezávislou na konstantinopolském patriarchátu. Část nespokojených pravoslavných věřících proto vyslala delegaci do Říma v čele s archimandritou Josifem Sokolskim, jehož papež Pius IX. vysvětil na katolického biskupa. Když pak roku 1870 osmanský sultán Abdulaziz povolil obnovení bulharské pravoslavné církve, velká část řeckokatolíků se vrátila k pravoslaví.
Během komunistického režimu byla vystavena perzekuci, apoštolský exarcha přišel roku 1951 o život za záhadných okolností a mnoho kněží bylo uvězněno.

## Současnost
Od roku 2019 ji tvoří Eparchie sv. Jana XXIII. v Sofii (před tím od r. 1926 apoštolský exarchát). V r.2016 (i 2010 a 2014) měl 10.000 věřících v 16 farnostech. Slouží v něm (2016) 17 kněží: 4 diecézní a 13 řeholních, dále 15 řeholníků, 27 řeholnic a 1 seminarista.
V současné době je eparchou Christo Nikolov Projkov, Vysvěcen na kněze byl r. 1982 a 18. prosince 1993 byl Janem Pavlem II. jmenován apoštolským exarchou a 6. ledna 1994 byl vysvěcen na biskupa.
Především mezi místními Romy působí saleziánští misionáři, převážně z České republiky.